# 14382 Woszczyk
14382 Woszczyk este un asteroid din centura principală, descoperit pe 2 martie 1990, de Henri Debehogne.